# 懷特貝爾萊克 (明尼蘇達州)
懷特貝爾萊克（英語：White Bear Lake）是一個位於美國明尼蘇達州拉姆西縣及華盛頓縣的城市。

## 人口
根據2020年美國人口普查的數據，懷特貝爾萊克的面積為22.36平方千米，當中陸地面積為20.84平方千米，而水域面積為1.52平方千米。當地共有人口24,883人，而人口密度為每平方千米1,113人。